# Chris Beath

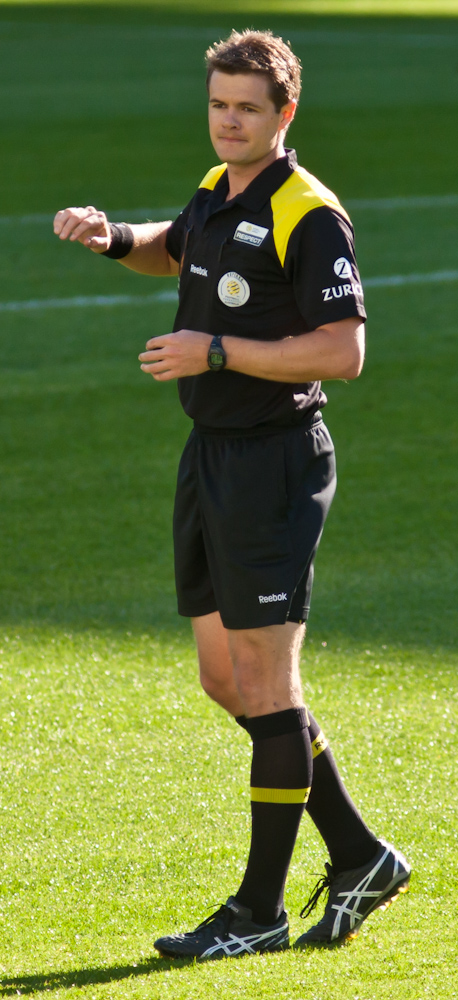
Chris Beath (2010)

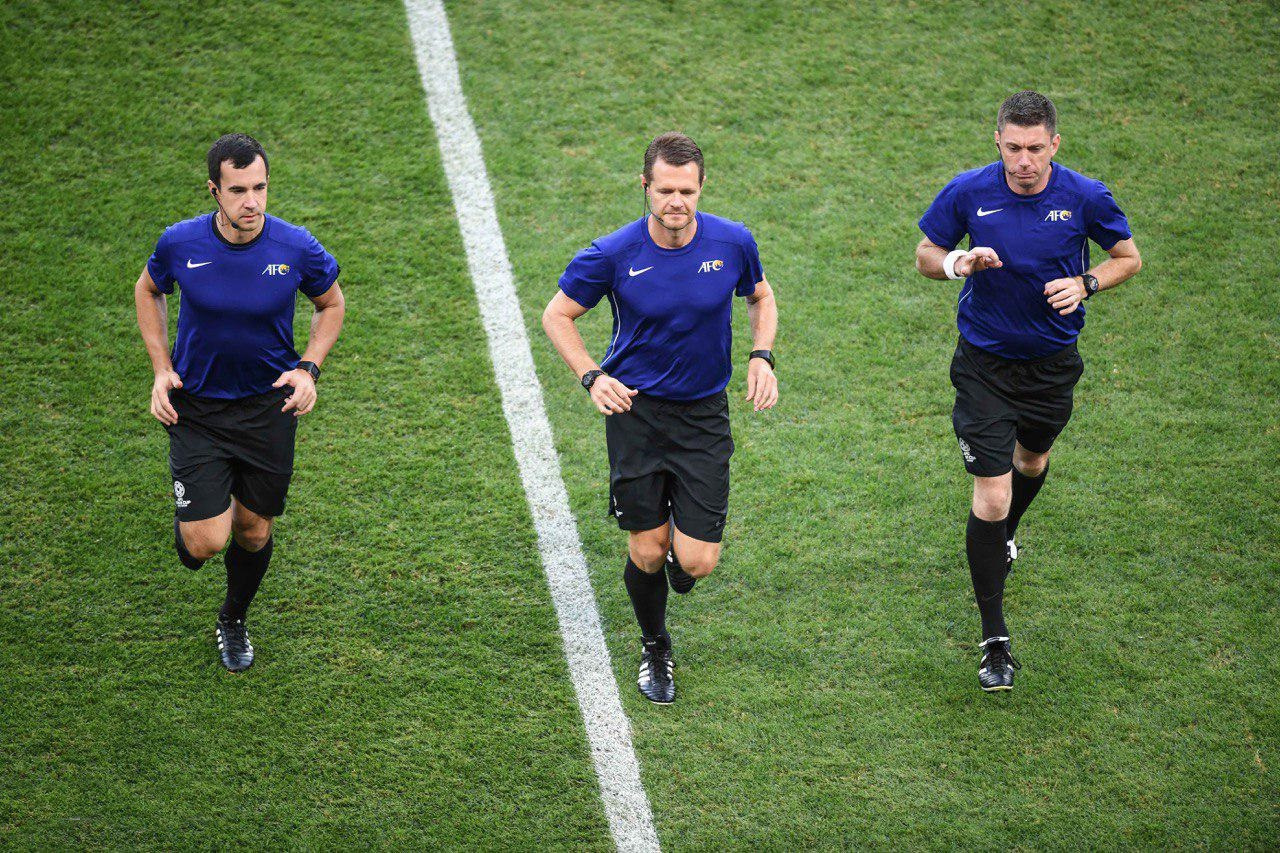
Chris Beath (Mitte) mit seinen Assistenten bei der Asienmeisterschaft 2019

Christopher James Beath, kurz Chris Beath (* 17. November 1984), ist ein ehemaliger australischer Fußballschiedsrichter.

## Leben und Karriere
Chris Beath gab sein Debüt in der australischen A-League in der Saison 2008/09 am 28. September 2008. Seitdem leitete er 234 Ligapartien in der australischen A-League, soviele wie kein anderer Schiedsrichter vor ihm (Stand: Juni 2023). Zudem leitete er zwischen 2020 und 2023 insgesamt vier Endspiele um die australische Fußballmeisterschaft in Folge.
Seit 2011 ist Beath FIFA-Schiedsrichter und leitet damit internationale Partien. 2012 pfiff er die Copa Suruga Bank zwischen den Kashima Antlers und CF Universidad de Chile (2:2, 7:6 i. E.). Am 16. Dezember 2014 leitete er das Finale des FFA Cups 2014 zwischen Adelaide United und Perth Glory (1:0). Beath war unter anderem bei der Asienmeisterschaft 2015 in Australien und bei der U-23-Asienmeisterschaft 2018 in China, bei der er auch das Eröffnungsspiel pfiff, im Einsatz. Bei der Südostasienmeisterschaft 2018 leitete er das Final-Hinspiel zwischen Malaysia und Vietnam (2:2). Bei der Asienmeisterschaft 2019 in den Vereinigten Arabischen Emiraten leitete er drei Partien, darunter das erste Halbfinale zwischen dem Iran und Japan (0:3).
Am 9. Juni 2017 leitete Beath den Superclásico de las Américas 2017 zwischen Brasilien und Argentinien in Melbourne (0:1).
2019 wurde Beath von der FIFA als einer von 15 Videoschiedsrichtern für die Frauen-Weltmeisterschaft 2019 in Frankreich nominiert.
Beim olympischen Fußballturnier 2021 in Tokio wurde er als einer von 25 Hauptschiedsrichtern eingesetzt und leitete insgesamt drei Spiele, darunter das Finale zwischen Brasilien und Spanien.
Einen weiteren Höhepunkt seiner internationalen Schiedsrichterlaufbahn stellt sein Einsatz bei der FIFA-Klub-Weltmeisterschaft 2021 in Abu Dhabi dar, wo er nach einer Spielleitung in der zweiten Runde schließlich mit der Leitung des Finales zwischen dem FC Chelsea und Palmeiras São Paulo betraut wurde.
Für die Fußball-Weltmeisterschaft 2022 in Katar gehörte er mit seinen Assistenten Anton Shchetinin und Ashley Beecham zu den 36 nominierten Schiedsrichtergespannen. Nach einem Einsatz am ersten Gruppenspieltag wurde das Trio für keine weiteren Spielleitungen berücksichtigt und verließ das Turnier bereits nach dem Achtelfinale.
Zum Ende der A-League-Saison 2022/23 kündigte der Australische Fußballverband an, dass das Finalspiel zwischen Melbourne City und den Central Coast Mariners am 3. Juni 2023 Beath’ letztes Spiel als Hauptschiedsrichter sein und er seine Karriere nach seiner Teilnahme als Videoschiedsrichter bei der Frauen-WM 2023 beenden werde.

### Asienmeisterschaft 2019
| Phase        | Datum         | Spielort   | Heimmannschaft | Gastmannschaft | Ergebnis  |
| ------------ | ------------- | ---------- | -------------- | -------------- | --------- |
| Gruppenphase | 10. Jan. 2019 | Dubai      | Bahrain        | Thailand       | 0:1 (0:0) |
| Gruppenphase | 17. Jan. 2019 | Schardscha | Libanon        | Nordkorea      | 4:1 (1:1) |
| Halbfinale   | 28. Jan. 2019 | al-Ain     | Iran           | Japan          | 0:3 (0:0) |

### Olympisches Fußballturnier 2021
| Phase         | Datum         | Spielort | Heimmannschaft | Gastmannschaft | Ergebnis             |
| ------------- | ------------- | -------- | -------------- | -------------- | -------------------- |
| Gruppenphase  | 22. Juli 2021 | Chōfu    | Mexiko         | Frankreich     | 4:1 (0:0)            |
| Viertelfinale | 31. Juli 2021 | Saitama  | Brasilien      | Ägypten        | 1:0 (1:0)            |
| Finale        | 7. Aug. 2021  | Yokohama | Brasilien      | Spanien        | 2:1 n. V. (1:1, 1:0) |

### Fußball-Weltmeisterschaft 2022
| Phase        | Datum         | Spielort | Heimmannschaft | Gastmannschaft | Ergebnis |
| ------------ | ------------- | -------- | -------------- | -------------- | -------- |
| Gruppenphase | 22. Nov. 2022 | Doha     | Mexiko         | Polen          | 0:0      |